# Julián Alfaro
Julián Israel Alfaro Gaete (* 2. September 2001 in Quinta Normal, Santiago) ist ein chilenischer Fußballspieler. Der Stürmer gewann 2023 mit der U23-Nationalmannschaft die Silbermedaille bei den Panamerikanischen Spielen.

## Karriere

### Verein
Julián Alfaro kam aus dem Jugendsystem von Universidad de Chile, bei denen er im September 2018 in der Primera División erstmals in den Profikader berufen wurde, jedoch nicht debütierte. Stattdessen wurde der Offensivakteur im Juli 2019 an den CD Magallanes verliehen. Dort blieb er zwei Jahre auf Leihbasis und wurde im Anschluss fest verpflichtet. Mit Magallanes gewann er die Meisterschaft der Primera B und die Copa Chile 2022. 2023 gewann Alfaro mit seinem Verein die Supercopa de Chile.
Im August 2023 wurde er mit nur 21 Jahren zum Kapitän des Teams ernannt. Zur Saison 2025 kehrte Alfaro zu La U zurück.

### Nationalmannschaft
Julián Alfaro wurde 2023 in den Kader der U23-Nationalmannschaft für die Panamerikanische Spiele in Santiago berufen. Das Team gewann die Silbermedaille beim Turnier. Im August 2023 wurde der Offensivspieler erstmals für die A-Nationalmannschaft nominiert, debütierte aber in den Qualifikationsspielen zur Weltmeisterschaft 2026 gegen Uruguay und Kolumbien nicht.

## Erfolge
Magallanes
- Primera B: 2022
- Copa Chile: 2022
- Supercopa de Chile: 2023

Chile U-23
- Silbermedaille bei den Panamerikanischen Spielen: 2023